# جيمس ماديسون (عازف قيثارة)
جيمس ماديسون (بالإنجليزية: James Madison)‏ هو عازف قيثارة أمريكي، ولد في 4 مايو 1935، وتوفي في 7 يناير 2008.

## وصلات خارجية
- جيمس ماديسون على موقع ميوزك برينز (الإنجليزية)
- جيمس ماديسون على موقع أول ميوزيك (الإنجليزية)
- جيمس ماديسون على موقع ديسكوغز (الإنجليزية)